# Phragmidium americanum
Phragmidium americanum är en svampart som först beskrevs av Peck, och fick sitt nu gällande namn av Dietel 1905. Phragmidium americanum ingår i släktet Phragmidium och familjen Phragmidiaceae.   Inga underarter finns listade i Catalogue of Life.